# 915

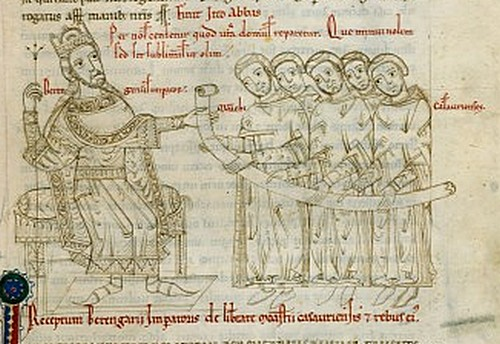
Keizer Berengarius I (845 - 924)

Het jaar 915 is het 15e jaar in de 10e eeuw volgens de christelijke jaartelling.

## Gebeurtenissen

### Europa
- Zomer - De Magyaren onder leiding van Zoltán, een zoon van voormalig heerser Árpád, voeren een plundertocht in Franconië en Saksen. (waarschijnlijke datum)
- Koning Berengarius I steunt een christelijke coalitie tegen de Saracenen. Hij wordt als dank door paus Johannes X tot keizer gekroond van het Roomse Rijk.
- Spytihněv I overlijdt na een regeerperiode van 8 jaar. Hij wordt opgevolgd door zijn broer Vratislav I als hertog van Bohemen.
- Reinier I, een Frankische edelman, overlijdt. Hij wordt opgevolgd door zijn zoon Reinier II als graaf van Henegouwen (huidige België).

## Geboren
- Lotharius II, Duits edelman (waarschijnlijke datum)

## Overleden
- Al-Nasa'i (86), Perzisch hadithverzamelaar
- Radbod, aartsbisschop van Trier
- Regino van Prüm, Duits abt en kroniekschrijver
- Reinier I, Frankisch edelman
- Spytihněv I, hertog van Bohemen